# Jim Jontz
James Prather Jontz, detto Jim (Indianapolis, 18 dicembre 1951 – Portland, 14 aprile 2007), è stato un politico statunitense, membro della Camera dei Rappresentanti per lo stato dell'Indiana dal 1987 al 1993.

## Biografia
Nato ad Indianapolis, subito dopo il college Jontz entrò in politica con il Partito Democratico e a soli ventidue anni riuscì a farsi eleggere all'interno della legislatura statale dell'Indiana.
Dopo dodici anni di permanenza, abbandonò la legislatura statale per candidarsi al Congresso e riuscì a vincere un seggio alla Camera dei Rappresentanti, lasciato vacante dal deputato repubblicano Elwood Hillis. Nonostante fosse un democratico progressista che si candidava in un distretto tendenzialmente conservatore, Jontz venne riconfermato per altri due mandati da deputato nel 1988 e nel 1990, ma nel 1992 perse le elezioni e fu costretto ad abbandonare il seggio.
Due anni dopo si candidò per il Senato contro il repubblicano in carica Dick Lugar, ma venne sconfitto con ampio margine.
Durante il suo servizio pubblico, Jontz fu molto attivo nelle questioni ecologiche e divenne un esponente dell'ambientalismo. Questo suo impegno gli valse l'appoggio di alcune celebrità come Carole King, Don Henley e Bob Weir. Dopo aver lasciato il Congresso, Jontz si trasferì a Portland, dove fu direttore esecutivo della Western Ancient Forest Campaign e nel 1999 venne eletto presidente dell'associazione Americans for Democratic Action. Morì nel 2007 all'età di cinquantacinque anni per via di un tumore.